# Црква Светог Николе у Готовуши
Црква Светог Николе у Готовуши (општина Штрпце, Косово и Метохија
) је подигнута током 16. века и представља споменик културе од изузетног значаја. Од двеју цркава у Готовуши старија је ова на сеоском гробљу, данас посвећена светом Спасу, а позната и као црква Светог Димитрија. Но, несумњива је њена првобитна посвета Светом Николи, како је означено у ктиторском фреско натпису, делимично сачуваном на западном зиду наоса, над улазом.

## Изглед
Црква је једноставна, мала једнобродна грађевина са споља тространом апсидом, засведена је полуобличастим сводом и покривена двоводним кровом са каменим плочама.  Грађена је од грубо тесаних квадера сиге и ломљеног камена, делимично премалтерисана и прекречена. Фасадна декорација обухвата линету над улазом на западној и проскинитарну нишу на северној фасади, као и нише особеног облика на свим страницама апсиде, образоване лучно спојеним прислоњеним колонетама. На подужним зидовима је поткровни венац. У олтарском делу су три нише, централна у апсиди и бочне (проскомидија и ђаконикон) усечене у источни зид. Часна трпеза је зидана, у облику уске камене плоче. Првобитни подни покривач пода од камена замењен је опеком.  Портал на западном зиду, завршен плитким сегментом, надвишен узаним сегментом фронтоном и полукружном нишом, данас је заклоњен пошто је са те стране храма крајем XX века дозидана мања припрата.

Фрагментарно сачувани живопис сведен је на сцене из циклуса Великих празника приказане у две зоне, декорацију свода коју чине фризови од по десет пророчких попрсја и у темену, медаљони са ликовима Христа Емануила, Анђела Великог савета, Пантократора као и горњи део композиције Вазнесења. Најпотпуније је очувано сликарство олтарског простора, уобичајеног програма. Како је исти сликарски рукопис препознат у живопису оближњих цркава средачке жупе, у Богошевцу и Горњем Селу, датује се у седамдесете године 16. века и приписује бољим путујућим зографима.
- Снимак из ваздуха
- Поглед са југозапада
- Апсида
- Поглед са северне стране
- Фреске на западном зиду
- Фреска Богородице у апсиди цркве